# 三明治伯爵
三明治伯爵（Earl of Sandwich）屬於英格蘭貴族爵位，由英皇查理二世於1660年7月12日為愛德華·孟塔古爵士所創設。
三明治伯爵附設有欣琴布魯克子爵（Viscount Hinchingbrooke）和聖尼次的孟塔古男爵（Baron Montagu of St Neots）頭銜，這兩個頭銜都是在1660年同時創設的。身兼伯爵爵位繼承人的伯爵長子才可以使用欣琴布魯克子爵為禮節性頭銜。
家族宅第位於多塞特（Dorset）的米柏頓（Mapperton）。

## 世系

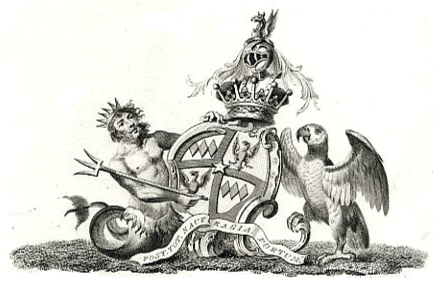
三明治伯爵的盾徽。

- 第一代三明治伯爵愛德華·孟塔古（Edward Montagu, 1st Earl of Sandwich）（1625年－1672年）
- 第二代三明治伯爵愛德華·孟塔古（Edward Montagu, 2nd Earl of Sandwich）（1644年－1689年）
- 第三代三明治伯爵愛德華·孟塔古（Edward Montagu, 3rd Earl of Sandwich）（1670年－1729年）
- 第四代三明治伯爵約翰·孟塔古（John Montagu, 4th Earl of Sandwich）（1718年－1792年）
- 第五代三明治伯爵約翰·孟塔古（John Montagu, 5th Earl of Sandwich）（1744年－1814年）
- 第六代三明治伯爵喬治·孟塔古（George John Montagu, 6th Earl of Sandwich）（1773年－1818年）
- 第七代三明治伯爵約翰·孟塔古（John William Montagu, 7th Earl of Sandwich）（1811年－1884年）
- 第八代三明治伯爵愛德華·孟塔古（Edward George Henry Montagu, 8th Earl of Sandwich）（1839年－1916年）
- 第九代三明治伯爵喬治·孟塔古（George Charles Montagu, 9th Earl of Sandwich）（1874年－1962年）
- 第十代三明治伯爵維克多·孟塔古（Alexander Victor Edward Paulet Montagu, 10th Earl of Sandwich）（1906年－1995年）（於1964年放棄貴族身份）
- 第十一代三明治伯爵約翰·孟塔古（John Edward Hollister Montagu, 11th Earl of Sandwich）（1943年－）

伯爵爵位之法定繼承人為路加·孟塔古，欣琴布魯克子爵（Luke Timothy Charles Montagu, Viscount Hinchingbrooke）（1969年12月5日－）

## 軼聞
食品三明治是第四世三明治伯爵所發明，而其十一世後人更承祖輩發明於美國開設「三明治伯爵餐廳」連鎖快餐店，並於菲律賓有五家分店。